# Масленников-Войтов, Олег Константинович
Оле́г Константи́нович Ма́сленников-Во́йтов (род. 18 октября 1977, Душанбе, Таджикская ССР, СССР) — российский актёр театра и кино, театральный режиссёр, телеведущий.

## Биография
Олег Масленников-Войтов родился 18 октября 1977 года в городе Душанбе Таджикской ССР, в семье военного. В одиннадцать лет переехал с семьёй в Москву.
В школьные годы полтора года занимался водным поло, семь с половиной лет — тхэквондо, полтора года — айкидо, а, кроме того, играл в волейбол и баскетбол.
В 10-11 классах учился в среднем общеобразовательном лицее с театральным уклоном при Дворце культуры имени С. П. Горбунова в Москве, где специальные предметы преподавали педагоги из Щукинского театрального училища, Школы-студии МХАТ, ГИТИСа, что и повлияло на будущее становление Олега как актёра, вызвало у него повышенный интерес к искусству. Но в связи с тем, что все мужчины по отцовской и материнской линии Олега были военнослужащими, он после окончания школы в 1994 году поступил в Омское высшее танковое инженерное училище, где организовал вокально-инструментальный ансамбль, с которым проводил выступления в различных гарнизонах. В результате, желание быть актёром победило. Отучившись один год и два месяца, он ушёл из военного училища.
В 1996 году поступил, а в 2000 году окончил актёрский факультет Школы-студии (института) имени Вл. И. Немировича-Данченко при Московском Художественном академическом театре имени А. П. Чехова (руководители курса — Евгений Лазарев, Дмитрий Брусникин).
Актёрскую карьеру начал в 2000 году в труппе Московского государственного «Театра на Покровке» под руководством Сергея Арцибашева, прослужив там один сезон.
С 2001 по 2012 год — актёр Московского драматического театра «Модерн». В этом театре принимал участие в спектаклях: «Петля» Рустама Ибрагимбекова (роль призрака Григория Распутина), «Путешествие Маленького принца» Антуана де Сент-Экзюпери (роль Лиса), «Катерина Ивановна» Леонида Андреева (роль Ментикова), «Ищет встречи!» (роль француза).
С 2001 года по настоящее время активно снимается в кино и является востребованным актёром телесериалов.
Несколько лет преподавал в Школе-студии МХАТ фехтование.

### Личная жизнь
Олег Масленников-Войтов и его возлюбленная, продюсер Алина Бородина, решили узаконить свои отношения именно в тот день, когда исполнилось ровно семь лет с начала их совместной жизни. Брак зарегистрирован 2 июля 2016 года в Кутузовском отделе ЗАГС города Москвы.
В семье пока нет совместных детей, но у Алины растёт сын от предыдущего брака. Актёр принял Никиту, как родного сына, начал много времени проводить с ребёнком.

## Творчество

### Работы в театре

#### Актёр

##### Московский государственный «Театр на Покровке»под руководствомСергея Арцибашева
- 2000 — «Ревность» по одноимённой пьесе Михаила Арцыбашева (режиссёр — Сергей Арцибашев; премьера — 15 мая 1993 года) — князь Дарбельяни[7]
- 2000 — «Пробное интервью на тему свободы» по одноимённой пьесе Марии Арбатовой (режиссёр — Сергей Арцибашев; премьера — 1 ноября 1995 года) — Тимур[8]

##### Московский драматический театр «Модерн»
- 2001 — «Петля» по пьесе Рустама Ибрагимбекова (режиссёры-постановщики — Светлана Врагова, Рустам Ибрагимбеков) — призрак Григория Распутина, неотступно преследующий полковника Субботина[9][10]
- «Путешествие маленького принца» по пьесе «Маленький принц» Антуана де Сент-Эксюпери (режиссёр-постановщик — Светлана Врагова, режиссёр — Олег Царёв; премьера состоялась в 2002 году) — Лис
- «Катерина Ивановна» по пьесе Леонида Андреева (режиссёр-постановщик — Светлана Врагова) — Ментиков
- «Ищет встречи!», комическое музыкальное представление по произведениям Игоря Губермана, Антона Павловича Чехова, Михаила Жванецкого с музыкой Вилли Токарева, Мишеля Леграна, Джо Дассена, Майкла Джексона и других (режиссёр-постановщик — Светлана Врагова; премьера состоялась в 1996 году) — француз

##### «Стейдж Энтертейнмент Россия» («Stage Entertainment Russia»)(Москва)
- 2015 — «Поющие под дождём», мюзикл на основе одноимённого американского музыкального художественного фильма 1952 года режиссёров Стэнли Донена и Джина Келли — Р. Ф. Симпсон, владелец киностудии «Monumental Pictures» в эпоху перехода от немого кино к звуковому[4]

##### Московский академический театр имени Владимира Маяковского
- 2016 — «По ту сторону полуночи», антрепризный спектакль по мотивам произведений Сергея Довлатова по пьесе драматурга Владимира Дьяченко (режиссёрский дебют Олега Масленникова-Войтова; премьера — 4 июля 2016 года) — одна из главных ролей[5][6]

##### Государственный театр наций(Москва)
- 2017 — «Аудиенция» по одноимённой пьесе Питера Моргана (режиссёр — Глеб Панфилов; премьера — 25 апреля 2017 года) — Дэвид Кэмерон, премьер-министр Великобритании[11]
- 2019 - "Стиляги" , режиссёр - Алексей Франдетти. Роль - Папа Мэлса

##### Другие театры
- «Бедная невеста» —
- «Не в свои сани не садись» А. Н. Островского —
- «Прошлым летом в Чулимске» А. В. Вампилова —
- «Старший сын» А. В. Вампилова —
- «Зойкина квартира» М. А. Булгакова —
- «Мой бедный Марат» —
- «Интервью на тему свободы» —
- «Ревность» —
- «Ревизор» Н. В. Гоголя —
- «Гамлет» Уильяма Шекспира —
- «Уроки любви» — Марат Шимаркин, журналист
- «Идеальный муж» — сэр Роберт Чилтерн, депутат Британского парламента
- «Коварство и любовь» — Вурм, секретарь президента
- «Казанова. Уроки любви» — Дон Жуан
- «Моя прекрасная Кэт» — Пётр Дубовский
- «Территория страсти» — Азолан

#### Режиссёр

##### Московский академический театр имени Владимира Маяковского
- 2016 — «По ту сторону полуночи», антрепризный спектакль по мотивам произведений Сергея Довлатова по пьесе драматурга Владимира Дьяченко (режиссёрский дебют Олега Масленникова-Войтова; премьера — 4 июля 2016 года)[5][6]

### Фильмография
- 2000 — Зойкина квартира — Борис Семёнович Гусь-Ремонтный
- 2002 — Поздний ужин с… (новелла № 4 «Пылкий любовник») — Селезнёв
- 2005 — Авантюристка — француз
- 2005 — Адъютанты любви — Аргамаков
- 2005 — Хиромант — охранник бизнесмена Виктора Стогова
- 2005 — Аэропорт — Борис Леонидович Дорман, главный врач
- 2005 — Кулагин и партнёры — Бабкин
- 2005 — Не родись красивой — Рональд, парень гомосексуала Милко
- 2006 — Аэропорт 2 — Борис Леонидович Дорман, главный врач
- 2006 — Прорыв — сержант
- 2006 — Сталин. Live — Роман Лазаревич Кармен, советский кинорежиссёр и кинооператор
- 2006—2009 — Клуб — сутенёр
- 2007 — Три дня в Одессе (Александровский сад 2) — Нефёдов
- 2007 — Я — сыщик (фильм № 6 «У самого синего моря») — Вадим Стрельцов
- 2007 — Софи (новелла № 2 «Счастливая звезда») — доктор
- 2007 — Гонка за счастьем — Андрей Титаренко
- 2007 — Женские истории — Пётр Каменщик
- 2007 — Трюкачи — Дмитрий Карамзин («Боец»)
- 2007 — Формула стихии — Колян, сутенёр
- 2008 — Богатая и любимая — Сан Саныч, телохранитель
- 2008 — Чизкейк — муж Натальи
- 2008 — Аттракцион — Карасёв
- 2008 — Синие ночи — Степан, участковый уполномоченный милиции
- 2008 — Ставка на жизнь — Расстрига, боец
- 2008 — Тяжёлый песок — Лев Ивановский, старший сын Рахили и Якова
- 2008 — Тайны дворцовых переворотов (фильм № 7 «Виват, Анна!») — Густав Корф, барон
- 2009 — Ермоловы — Кастусь (в молодости), сын Христины и князя Стаса Радзивилла
- 2009—2010 — Маргоша — Андрей Николаевич Калугин («Калуга»), муж Екатерины, бывший художественный редактор журнала «МЖ» и возлюбленный Марго
- 2009 — Цыганки — Сергей
- 2009 — Мужчина в моей голове — мужчина в ресторане
- 2009 — Логово змия (Андалинский проект) — Сергей, геолог
- 2010 — Банды — Евгений Тарабукин, капитан уголовного розыска
- 2011 — Только ты — Михаил
- 2011 — Девичья охота — Геннадий Геннадьевич Молчанов, президент страховой корпорации «Гранд-Гарант» («Grand-Garant»)
- 2011 — Не укради — Николай Николаев
- 2012 — Дружба особого назначения — Михаил Петрович Волков, подполковник полиции, сотрудник МУРа
- 2012 — Жуков — Иван Александрович Серов
- 2012 — Дикий 3 (фильм № 15 «Что в чёрном ящике?») — Алексей, брат Макарова
- 2012 — Приказано женить — Геннадий Масленников, подполковник
- 2012 — Равновесие — Олег
- 2012 — Эффект Богарне — Раевский, генерал
- 2012 — Средство от смерти — Влад Садовский, журналист, сводный брат Игоря Борисенко
- 2012 — Два газетчика (короткометражный фильм) — Брехунов, журналист
- 2012 — Закрытая школа — Сергей Викторович Раевский, майор, бывший муж Ларисы Одинцовой, сотрудник службы безопасности фармацевтической компании «Ingrid»
- 2012 — Нелюбимая — Михаил Яровой
- 2013 — Время дочерей — Вадим, пиар-менеджер
- 2013 — Легальный допинг — Алексей Примаков
- 2013 — Морские дьяволы. Смерч. Судьбы (фильм № 12 «Пробуждение (Багира)») — Анри
- 2013 — Позднее раскаяние (Украина) — Константин Арсеньев, муж Милы
- 2013 — Там, где есть счастье для меня — Вадим
- 2014 — Беспокойный участок — Андрей, муж Татьяны Петровой
- 2014 — Год в Тоскане — Олег, психотерапевт
- 2014 — Проводник — Владимир Перлов
- 2014 — Девушка средних лет — Вахтанг Георгиевич («Ваха»), бандит, ресторатор
- 2014 — ОБЖ — камео
- 2014 — Золотая невеста — Владимир Долгобродов
- 2014 — Отец Матвей — Павел Дейченко, брат Кирилла, продюсер
- 2014 — Ч/Б — прокурор
- 2014 — Слава — Галаев, ответственный работник «Совинтерспорта»
- 2015 — Дед Мазаев и Зайцевы — Евгений Шлыков, одноклассник Зайцевых
- 2015 — Опасное заблуждение — Борис Шатохин
- 2015 — Опекун — Гена
- 2016 — 40+, или Геометрия любви (Украина) — Андрей Знаменский, врач-анестезиолог
- 2016 — Осенью 41-го —
- 2017 — Доктор Анна — Тимофей Ильич Калетный, заместитель Андрея Добровольского
- 2017 — Калейдоскоп судьбы — Матвей, бизнесмен, друг Егора
- 2017 — Позднее раскаяние — Михаил Николаевич Семёнов, отец Ольги
- 2017 — Как извести любовницу за семь дней — Слава Минин, муж Анны
- 2018 — Тот, кто читает мысли (Менталист) (серия № 3 «Охотница за миллионами») — Михаил Клюев, адвокат
- 2018 — Новый человек — эпизод[12]
- 2018 — Катькино поле — Николай Николаевич Ключников, глава администрации посёлка Октябрьский
- 2018 — Триггер — Борис Корягин, владелец логистической компании
- 2019 — Всё могло быть иначе — Сергей Ильич Матвеев, государственный чиновник, муж Лидии Александровны Матвеевой
- 2019 — Зелёный фургон. Совсем другая история — Гриша «Арнаутский», бандит
- 2019 — Невеста комдива — Олег Маркин, подполковник, муж Анны Маркиной
- 2020 — Вместе навсегда — Максим
- 2020 — Идти до конца — Георгий Борисович Газаев, хозяин альпинистского клуба
- 2020 — Никогда не разговаривай с незнакомками — Олег Титов, владелец фармацевтической компании, муж Анны Титовой
- 2022 — Украденная жизнь (в производстве) — Егор Зимин
- 2023 — Гардемарины 1787. Война — Егор Тунцельман, комендант Кинбурна

### Работа на телевидении
- В 2011 году Олег Масленников-Войтов принял участие в спортивно-развлекательном телешоу «Большие гонки» на «Первом канале». В первый же день съёмок, проходивших во Франции, актёр вышел на конкурс «Бой с быками» вместо неудачно упавшего в другом конкурсе друга (актёра Павла Баршака) и сломал ногу. Французские хирурги установили в месте перелома три штифта[4][13].
- С 16 августа 2016 года — ведущий цикла историко-биографических детективных документальных программ «Улика из прошлого» на телеканале «Звезда»[14].

## Награды
- 2002 — диплом и специальная премия «Признание» Московского международного телевизионно-театрального фестиваля «Молодость века» в номинации «за талантливое исполнение мужской роли в театре» — за исполнение роли призрака Григория Распутина в спектакле «Петля» режиссёров Светланы Враговой и Рустама Ибрагимбекова на сцене Московского драматического театра «Модерн».